# メトロポール

フランスのメトロポール
黄色は公施設法人のメトロポール、橙色は特例的地位を持つメトロポール、茶色は地方公共団体としてのメトロポール

メトロポール （Métropole）とは、フランスにおけるコミューン間協力公施設法人（établissement public de coopération
intercommunale、略称EPCI）で、2010年の地方公共団体改革法によって課税自主権を持つようになった。2014年1月の地方行政の刷新とメトロポール確立に関する法案によって、地位が刷新された。
メトロポールとは、大都市間の統合が最も進んだ形態である。メトロポールは圏域人口が40万人を越え、人口65万人以上の大都市圏の中で設置される。
2010年法のもとで2011年12月31日に新設されたのが、メトロポール・ニース・コート・ダジュールである。2014年法によってメトロポールとなる資格を得たのは、トゥールーズ、リール、ボルドー、ナント、ストラスブール、レンヌ、ルーアン、グルノーブル、モンペリエ、ブレストの各大都市共同体であった。上記の大都市共同体は2015年1月1日をもってメトロポールとなった。また、2016年1月1日には特例的地位を持つ2つのメトロポールが創設される予定となっている。メトロポール・デクス・マルセイユ・プロヴァン（ブーシュ＝デュ＝ローヌ県内の異なる自治体間連合を合併する予定）と、メトロポール・デュ・グラン・パリ（パリとプティト・クーロンヌ内のコミューン全てで構成）である · 。
対照的に、2014年法によって新設されたメトロポール・ド・リヨンは特例的な地位を持ち、国によってその域内での一定の権限を委任された地方公共団体であるため、コミューン間協力公施設法人には含まれない。